# Wesley Gasolina
Wesley Gasolina, właśc. Wesley David de Oliveira Andrade (ur. 13 marca 2000 w Retirolândii) – brazylijski piłkarz występujący na pozycji prawego obrońcy, od 2022 roku zawodnik Cruzeiro.